# Рокка-де-Бальди
Рокка-де-Бальди (итал. Rocca de' Baldi) — коммуна в Италии, располагается в регионе Пьемонт, в провинции Кунео.
Население составляет 1669 человек (2008 г.), плотность населения составляет 64 чел./км². Занимает площадь 26 км². Почтовый индекс — 12047. Телефонный код — 0174.
Покровителем коммуны почитается святой Магн из Кунео, празднование в третье воскресение августа.

## Демография
Динамика населения:

## Администрация коммуны
- Официальный сайт: